# Ilie Birt
Pour les articles homonymes, voir Birt.
Ilie Birt est un personnage légendaire qui faisait partie des juni de Brașov.
Il est, selon Vasile Oltean, un fils de berger né en 1698. On ignore où il a pu devenir aussi cultivé, mais on dit qu'il parlait en plus du roumain l'hongrois, le grec, le turc et écrivait des lettres même en allemand. À cause de cela, les juni l'utilisait comme délégué permanent à Vienne, Buda, Cluj et d'autres villes du pays et du monde. Il signait "capitaine" justement pour s'imposer devant les autorités. En 1737, il crée même une compagnie composé en grande partie des juni et sous la direction directe du commandant suprême de l'armée autrichienne qui lui permet de gagner une grande bataille contre les Turcs. Ilie Birt s'occupait également du bon fonctionnement de l'église de Brașov mais aussi de l'école.
On le célèbre le 16 mai en partageant un gâteau à base de café et de poudre d'amandes, qui selon la légende, apporte connaissance et bonheur pour l'année.